# Галичани
Вижте пояснителната страница за други значения на Галичани.
Галичани (на македонска литературна норма: Галичани) е село в южната част на Северна Македония, община Прилеп.

## География
Селото е разположено в областта Пелагония.

## История
Църквата „Свети Атанасий“ е от XVII век.
В XIX век Галичани е чисто българско село в Прилепска кааза на Османската империя. В „Етнография на вилаетите Адрианопол, Монастир и Салоника“, издадена в Константинопол в 1878 година и отразяваща статистиката на населението от 1873 година, Галичанине (Galitchanine) е посочено като село с 23 домакинства със 108 жители българи.
На Етнографската карта на Битолския вилает на Картографския институт в София от 1901 година Галичани е чисто българско село в Прилепската каза на Битолския санджак с 25 къщи.
Според статистиката на Васил Кънчов („Македония. Етнография и статистика“) от 1900 година Галичани има 300 жители, всички българи християни.
В началото на XX век българското население на селото е под върховенството на Българската екзархия. По данни на секретаря на екзархията Димитър Мишев („La Macédoine et sa Population Chrétienne“) през 1905 година в Галичане има 200 българи екзархисти.
При избухването на Балканската война в 1912 година 3 души от Галичани са доброволци в Македоно-одринското опълчение.
Според преброяването от 2002 година селото има 251 жители, всички северномакедонци.

## Личности
Родени в Галичани
- Илия Петре, българин, православен, жител на Прилеп, арестуван преди април 1904 година, обвинен в „даване на убежище, осигуряване на защита и купуване на обувки за бунтовническата организация“, осъден от Извънредния съд на 3 години каторга, лежал в Битолския затвор, амнистиран с общата амнистия от 12 април 1904 година[8]
- Цветан (Цветко) Гочев, македоно-одрински опълченец, 1 рота на 9 велешка дружина[9]